# Golf Sud
Golf Sud est l'une des cinq Communes du département de Guédiawaye, Sénégal.

## Géographie
Située dans la zone naturelle des Niayes, la commune côtière de Golf Sud est bordée par une plage de 2,3 km face à l’océan.
| Cambérène           | Océan atlantique |             |
| Parcelles Assainies | Golf Sud         | Sam Notaire |
| Patte d'Oie         | Pikine Ouest     |             |

## Histoire
La commune d’arrondissement est créée par le 30 août 1996 et est érigée en commune de plein exercice en 2014.